# Pásztortűz Egyesület
A Pásztortűz Egyesület Kiskunhalas, Kossuth u. 17. székhelyű társadalmi szervezet. Előadásokat, beszélgetéseket, fórumokat és egyéb rendezvényeket szervez. 2008. február 29-én alakult, 13 fővel, Pásztortűz Kulturális és Hagyományápoló Egyesület néven.

## Céljai
- Társadalmi öntevékenység és közösségi élet kibontakoztatása Kiskunhalason. Pártsemleges rendezvényeken való részvétel.
- Kulturális, népművészeti, irodalmi, néprajzi, történelmi, helytörténeti, honismereti, sport, művészeti, zenei, műszaki, természettudományos alkotó tevékenységet végző független gondolkodású, pártokhoz nem köthető emberek összefogása.
- Kapcsolatteremtés a hasonló célkitűzéssel alakult társadalmi szervezetekkel és a város érdeklődő befogadó közönségével.
- Előadások, vitafórumok, beszélgetések megszervezése és lebonyolítása a magyar kultúráról, alakítóikkal, alakítóikról és alakulásáról.[1]
- Kiskunhalas és régiója néphagyományainak megismerése és megismertetése.

## Eddigi rendezvényei
- Luca Napi Táncház[2]
- „Régi magyar csillagnevek nyomában”
- Ki volt Vári Szabó István? könyvbemutató
- Zenélő Szélmalom (2008–)[1]
- Pásztortűz Esték (2009–)[1]
- Élő Tájház (2010)
- Szalonnasütögetős Táncházak (2008)
- Bugacpusztai kirándulás
- Kiskunhalas a magyar filmhíradókban
- Országjáró Biblia és "Régi halasi Bibliák" kiállítások[3]
- Húsvéti, hagyományos, lovas kocsis locsolkodás
- Magyar bor című film (1937) levetítése
- Holtodiglan... csíkzsögödi, székely színmű és Csíki-Halasi Táncház[4]
- A 289. sz. Dr. Monszpart László Cserkészcsapat és a Pásztortűz Egyesület közös rendezvénye a 85 éves és a 20 éve újjáalakult halasi cserkészet tiszteletére
- Ír-Magyar Est (közösen: Művelődési Ház, a Halasi Darts Club, a Barna Sörivók Klubja, a Randevú Sörbár)
- Aprók tánca (Fészekrakó Egyesülettel közösen szervezve) (2008–)[1]
- Kun Játszóházak (Szivárvány Bábszínház Alapítvánnyal közösen)
- Táltoscsikó Kézműves Műhely (2009–)[5]
- 1703-as halasi csata emlékére - "Kuruc csontok és fegyverek" című kiállítás[6]
- Ismeretlen ismerősök című vándorkiállítás kiskunhalasi oktatási intézménynévadókról
- Húsvéti bibliai képeslap-kiállítás
- Emlékezés Berki Viola Munkácsy Mihály díjas grafikusművészre[7]
- MalomEst I-II. (2010–)
- Halasi népköltők, parasztverselők írásai - válogatás pusztáink, városunk egyszeri poétáinak műveiből - könyvbemutató

## Eddigi vendégei
- Dr. Romsics Ignác történész professzor[8]
- Dr. Benkő Mihály keletkutató, történész
- Sebő Ferenc népzenész[9]
- Dr. Szakály Sándor hadtörténész[10]
- Betlen János riporter[11]
- Ladányi Tamás asztrofotós
- Szabó József János hadtörténész
- Prof. Róna-Tas András nyelvész
- Dr. Gulyás László közgazdász, történész
- Szentesi Zöldi László újságíró
- Gyóni Gábor történész
- Dr. Kalmár Sándor ny. pszichiáter főorvos
- Szőnyiné Vas Lívia néprajzkutató
- Dr. Klaniczay Gábor történész
- Radisics Milán fotós
- Grecsó Krisztián író
- Dr. Karancsi Zoltán földrajzkutató
- Czérna Miklós mesemondó
- Borka Sándor mesemondó
- Mészáros Ágnes néprajzkutató
- Végső István történész
- Dr. Gszelmann Ádám helytörténész
- dr. Szilassi Péter földrajz kutató
- Székely András népesedés kutató
- Mezey Katalin  írónő
- Kóka Rozália népmesemondó
- Bakó Katalin könyvtáros, néprajzi kutató
- Kováts Gábor Attila történész
- Hermann Róbert történész
- Ö. Kovács József történész
- Juhász Árpád (geológus)
- Verebélyi Kincső néprajzkutató
- Dani Zoltán ny. ezredes, székelykevei pék
- Nagy Ilona néprajzkutató
- Veszprémy László hadtörténész
- Tari Annamária pszichiáter
- C. Molnár Emma pszichiáter
- Belső Nóra pszichológus
- Csáji László Koppány néprajzkutató, kulturális antropológus, író
- B. Szabó János hadtörténész
- Ferwagner Péter Ákos történész
- Csorba László történész, főigazgató
- Birinyi József néprajzkutató
- Balla Tibor hadtörténész
- Szőts Zoltán Oszkár történész
- Stark Tamás történész
- Máthé Áron történész
- Bank Barbara történész
- Zinner Tibor történész
- Károlyfalvi József történész
- Varga Máté néprajzkutató
- Benedek Katalin (folklorista) néprajzkutató
- Juhász Katalin (néprajzkutató) néprajzkutató
- Borovi Dániel művészettörténész
- Hahner Péter történész
- Czigány György zenész, műsorvezető
- Simon Erika író
- Fábián Janka író
- Kudlik Júlia műsorvezető
- Szvorák Katalin népdalénekes
- Agócs Gergely néprajzkutató, népzenész[12]
- Lackfi János költő
- Fábián Janka író
- Schäffer Erzsébet író
- Ujváry Gábor történész

## Egyéb civil tevékenységei
- Hadisírgondozás (kiskunhalasi római katolikus temető, kiskunhalasi református új temető, kiskunhalasi református régi temető) - első és második világháborús sírok rendbentartása[13]
- Önkéntes Pont Kiskunhalas működtetése - önkéntesség terjesztése, népszerűsítése
- Kiskunhalasi civil életben való aktív részvétel

## Kiadványai
- A Városháza északi oldala, 1915. k. (reprint - képeslap), Pásztortűz Egyesület - Kiskunhalas 2008.
- Bessenyei Közkórház, 1938. k. (reprint - képeslap) Végső István gyűjteményéből, Pásztortűz Egyesület - Kiskunhalas 2008.
- Búsuló kuruc szobor, (reprint - képeslap) Dr. Rokolya Gábor gyűjteményéből, Pásztortűz Egyesület - Kiskunhalas 2008.
- Fő utca - református templommal, régi klasszicista és szecessziós városházákkal, 1915. k. (reprint - képeslap) Végső István gyűjteményéből, Pásztortűz Egyesület - Kiskunhalas 2008.
- Gazdasági Bank, 1909. (reprint - képeslap) Végső István gyűjteményéből, Pásztortűz Egyesület - Kiskunhalas 2008.
- Hősök szobra, 1938. k. (reprint - képeslap) Végső István gyűjteményéből, Pásztortűz Egyesület - Kiskunhalas 2008.
- Református gimnázium, Városháza, Hősök szobra, Sóstói részlet, 1935. k. (reprint - képeslap) Végső István gyűjteményéből, Pásztortűz Egyesület - Kiskunhalas 2008.
- Római katolikus templom a Szentháromság szoborral, 1930. k. (reprint - képeslap) Végső István gyűjteményéből, Pásztortűz Egyesület - Kiskunhalas 2008.
- Szállodaépület a Sóstónál, 1914. k. (reprint - képeslap) Végső István gyűjteményéből, Pásztortűz Egyesület - Kiskunhalas 2008.
- Szélmalom, 1916. k. (reprint - képeslap) Végső István gyűjteményéből, Pásztortűz Egyesület - Kiskunhalas 2008.
- Takarékpénztár, 1925. k. (reprint - képeslap) Végső István gyűjteményéből, Pásztortűz Egyesület - Kiskunhalas 2008.
- Városi színház, a Városháza keleti oldala, 1909. k. (reprint - képeslap) Végső István gyűjteményéből, Pásztortűz Egyesület - Kiskunhalas 2008.
- Halas város első említése, 1366 – oklevél - (Magyar Országos Levéltár gyűjteményéből) Pásztortűz Egyesület - Kiskunhalas 2009.
- Végső István (szerk.), Halasi népköltők, parasztverselők írásai - válogatás pusztáink, városunk egyszeri poétáinak műveiből. Pásztortűz Egyesület, Kiskunhalas, 2011.
- Végső István: A Szovjetunióba hurcolt politikai foglyok és kényszermunkások emlékéve Kiskunhalason. Pásztortűz Egyesület, Kiskunhalas, 2017. 62. pp. ISBN 978-963-12-7695-4
- Végső István: Az 1956-os forradalom Kiskunhalason. Pásztortűz Egyesület, Kiskunhalas, 2017. 79. pp. ISBN 978-963-12-7694-7

## Emlékhelyek, emléktáblák
- Műemléki tábla - Baky kripta (református régi temető) (Kiskunhalas, Kárpát u. – Rakodó u.) (2013)[14]
- Műemléki tábla - Kisvárosháza (Kiskunhalas, Köztársaság u. 1.) (2013)
- Műemléki tábla - Klasszicista városháza (Kiskunhalas, Hősök tere 1.) (2013)
- Műemléki tábla - Központi Általános Iskola (Kiskunhalas, Köztársaság u. 9.) (2013)
- Műemléki tábla - Népi lakóház (Kiskunhalas, Posta u 14.) (2013)
- Műemléki tábla - Rabbiház > Petőfi u. 1.) (2013)
- Műemléki tábla - Református parókia (Kiskunhalas, Hősök tere 2.) (2013)
- Műemléki tábla - Római katolikus templom (Kiskunhalas, Szentháromság tér) (2013)
- Műemléki tábla - Sóstó csárda (Kiskunhalas, Halászcsárda u. 1.) (2013)
- Műemléki tábla - Szecessziós városháza (Kiskunhalas, Hősök tere 1.) (2013)
- Műemléki tábla - Tájház (Kiskunhalas, Eskü tér 1.) (2013)
- Műemléki tábla - Végh-kúria (Kiskunhalas, Bajcsy-Zsilinszky u. 5.) (2013)
- Fáy András kopjafa (Kiskunhalas, Bajza u. 14.) (2016)
- Szovjetunióba hurcoltak emléktáblája (Kiskunhalas, Vasútállomás)  (2016)[15]